# ホウ砂
ホウ砂（ホウしゃ、硼砂、borax）は、鉱物（ホウ酸塩鉱物）の一種。化学組成は Na2B4O5(OH)4・8H2O（四ホウ酸ナトリウム Na2B4O7 の十水和物）。
単斜晶系。モース硬度2.5。比重1.7。水に対する溶解度は4.7g/100mL(20℃)。
空気中で風解しやすく、結晶水を失ってチンカルコナイト Na2B4O5(OH)4・3H2O になる。

## 産出地
塩湖が乾燥した跡地で産出することが多い。古くはチベットの干湖からヨーロッパへもたらされ、特殊ガラスやエナメル塗料の原料だった。19世紀から20世紀にかけてはアメリカ大陸西部においてデスヴァレーなどの産出地が相次いで発見された。
今日では、アメリカ・ロシア・トルコ・アルゼンチンのほか、イタリアのトスカーナ地方やドイツなどでも産出される。日本ではほとんど産出されない。

## 特性と用途
ホウ素の原料鉱石として工業的に使用されるほか、以下のようにホウ砂そのものの特性を利用した様々な用途がある。
- 350～400℃に熱すると無水物になり、さらに熱すると878℃で融解して無色透明のガラス状となる。これは多くの金属酸化物を融解する性質を持つため、融剤として使われるほか、このとき金属によって特有の色を呈するため、定性分析や陶芸用の釉薬溶解剤として使われる（硼砂球反応）。
- ガラスに混ぜると熱衝撃や化学的浸食に強いホウケイ酸ガラスとなるため、耐熱ガラスなどの原料となる。
- 上記の特性を利用して鉄製品の鍛造時に鍛接材や酸化防止剤として使用。ただし日本ではホウ砂は採掘されないので日本刀など伝統的な鍛造品の制作では藁灰が使用されていた。
- 水溶液は弱アルカリ性となり、洗浄作用・消毒作用があるため洗剤や防腐剤などに使われる。またホウ酸と同様に、目の洗浄・消毒に用いられる。また、銀塩写真の現像液にアルカリ調整剤として添加される。日本の国産の写真用ホウ砂（10水塩）とアメリカ産のホウ砂（7水塩）では結晶水の数が異なるため、同じ量で現像液を調合した場合にpH値がやや異なり、現像感度に差異が生じるので注意が必要である。
- ホウ素がポリマーを架橋しゲル化する反応を利用し、理科の実験や自由研究などでスライムを作るときによく用いられる。
- 植物の必須微量要素であるホウ素の肥料として。

また近年、米国テキサスA&M大学のジョセフ・ナジバリー (Joseph Nagyvary) 教授の研究により、ヴァイオリンの名器であるストラディバリウスのトップから、この物質が検出された。製作当時、ホウ砂はワニスの防腐剤として使われていたことが明らかになっており、それが名器の音の秘密ではないかという研究結果が、同教授によって提出されている。